# La prosivendola
La prosivendola (La petite marchande de prose, 1989) è il terzo romanzo del ciclo di Malaussène di Daniel Pennac.

## Trama
Benjamin Malaussène, ancora alle prese con la convalescenza di Julie, deve affrontare il matrimonio dell'adorata sorella Clara con un uomo molto più vecchio di lei, Clarence di Sant'Inverno (i 58 anni di lui contro i quasi 19 di lei). Questi è il direttore di un carcere moderno (in cui è rinchiuso anche Stojilkovicz) dove vengono esaltate le capacità artistiche dei prigionieri. Stanco di fare da capro espiatorio, Malaussène decide di licenziarsi, ma torna ben presto sui suoi passi: il giorno del matrimonio, infatti, Clarence viene brutalmente assassinato e, poco dopo, Clara rivela al fratello di essere incinta. Benjamin decide quindi di accettare da un lato il consiglio/minaccia di Rabdomant di stare lontano dalla vicenda Sant'Inverno, dall'altro la proposta della Regina Zabo di diventare l'immagine pubblica di uno scrittore che vuole rimanere incognito: J.L.B., fonte primaria di tutti i guadagni della casa editrice. Benjamin accetta ma pone diverse condizioni: prima tra tutte di ricevere una cospicua percentuale su tutte le vendite, presenti passate e future, dei romanzi di JLB (così da assicurare una ricca eredità al figlio di Clara) e di conoscerne la vera identità. Poco dopo Malaussène scopre che dietro J.L.B. si cela il ministro Teston. Julie, venuta a conoscenza del nuovo lavoro del suo compagno, lo lascia seduta stante.
Benjamin si prepara con cura ad impersonare JLB, ma la sua prima intervista segna un piccolo cedimento: sbagliando risposte non sa di aver commesso un grave errore. Ma ci sono tre brutti ceffi pronti a fargli sapere che non si accetteranno variazioni sul copione. Alla soglia della prima ed ufficialissima conferenza stampa di JLB, Benjamin è vittima di un attentato: tutti, Julie in primis, lo credono morto ed ognuno reagisce al dolore come meglio può. Julie è decisa a vendicarlo e a scoprire chi sia stato l'assassino e l'eventuale mandante, così risale al vero JLB: Teston. Lo rapisce, abilmente camuffata. Quando vengono ritrovati i corpi senza vita di Teston e di Gauthier, segretario (o meglio finto segretario) di Benjamin/JLB, tutti i sospetti cadono su di lei. Il prossimo sulla lista di morte è Calignac, altro impiegato delle Edizioni Taglione, e la morte lo attende all'uscita del funerale di Gauthier. Ma la morte, che arriva dalla finestra di uno dei nascondigli parigini di Julie, lo manca e Van Thian è costretto a sparare verso l'amica, cercando (sperando) di ucciderla e di porre fine al suo dolore. Quando i poliziotti arrivano nell'appartamento da cui partono gli spari, trovano solo delle parrucche e due dita. Julie è viva.
Benjamin non è morto, ma è in coma profondo: ridotto ad un vegetale è tenuto in vita da una macchina e Jérémy deve combattere non poco col dottor Berthold per impedirgli di staccare la spina. Ma Berthold è solo in apparenza sconfitto ed approfitta del coma per prelevare, ad uno ad uno, tutti gli organi di Benjamin che, dal canto suo, pur in coma, vede e sente tutto ciò che gli accade intorno.
Rabdomant, convocato Van Thian nel suo ufficio, gli fa una rivelazione: le dita non sono di Julie, ma sono dita di un uomo. O la giovane ha un complice, oppure il vero assassino non è lei. A sparare dalla finestra non era stata Julie, poiché lei si trovava tra la folla al momento dello sparo e soprattutto lei non ha ucciso né Teston, né Gauthier. Qualcuno l'ha seguita, pedinata e alla fine l'ha incastrata. Qualcuno che conosce tutti i suoi nascondigli parigini e che dunque si trova in uno di questi. Julie arriva in rue du Four e lo incontra. Non sa chi sia, ma sa che le dovrà molte spiegazioni.
Benjamin riceve la solita visita di Loussa, che gli racconta della sua ultima traduzione: la versione cinese di un romanzo di JLB. Una frase gli è risultata difficile: "La morte è un processo rettilineo". Nel cervello vegetale di Benjamin si accende una lampadina. Capisce tutto. Teston non ha scritto un bel niente: ha rubato i romanzi e il vero autore è venuto a vendicarsi. E Benjamin sa chi è.
Van Thian intanto si reca a casa di Teston per proseguire nelle indagini e interroga la madre di Teston. Ha pazienza, Van Thian, ed alla fine la donna parla. Non era muta, semplicemente rifiutava di parlare col figlio, grandissimo bugiardo. Anche Van Thian, così, scopre che Teston non ha scritto un solo rigo dei romanzi che ha pubblicato. Le dita mozzate in realtà sono di Alexandre Krämer, detenuto modello della prigione modello del defunto Sant'Inverno. La Regina Zabo e Julie hanno portato Alexandre lontano da Parigi, la Regina l'ha fatto confessare e gli ha fatto scrivere una confessione. È questione di tempo e tutti sapranno la verità. Alexandre aveva cominciato a scrivere dopo essere stato trasferito da Sant'Inverno, quindi 16 anni prima dei fatti. Scriveva pagine su pagine, senza alcun desiderio di pubblicazione. Un giorno il ministro Teston fa visita al carcere. Qualche tempo dopo vede la luce il primo romanzo di JLB. Alexandre è rimasto all'oscuro di tutto per sedici anni, finché Clara, qualche settimana prima delle nozze, non gli regala, di nascosto, un romanzo di JLB, appunto. Alexandre lo legge e, dopo non poca fatica, si riconosce. L'hanno derubato. Va da Sant'Inverno e lo uccide, la sera prima del matrimonio. Cercano di ucciderlo a sua volta, ma riesce a salvarsi e decide di evadere. Una volta a Parigi vede ovunque i manifesti con la faccia di Benjamin/JLB. Ucciderà anche lui e tutti quelli coinvolti nel furto dei suoi scritti, ma sulla sua strada vede Julie e se ne innamora. Folle, d'amore, decide che la incastrerà per poi scagionarla alla fine, come ultimo gesto d'amore. Ma qualcosa va diversamente da come aveva preventivato e si ritrova a scrivere le sue confessioni, in una prima persona che non aveva mai utilizzato. 
Mentre Julie e la Regina si recano da Rabdomant, Alexandre si rende conto di aver perso l'unica cosa che aveva: la scrittura. Non riesce più a scrivere ora che è diventato io narrante e così decide di mettere fine alla faccenda. Si dirige a Parigi, all'Ospedale dove si trova Benjamin e tutta la sua famiglia riunita per il compleanno del fratello. Clara ha le doglie e tutti la accompagnano. Nasce È Un Angelo. Solo Van Thian si allontana dalla stanza e si reca da Benjamin giusto in tempo per sparare a Alexandre che sta per ucciderlo. Si uccidono a vicenda e Benjamin dà segni di vita cerebrale. Il dottor Marty, che ha scoperto i prelievi effettuati da Berthold, lo costringe a trapiantare a Benjamin gli organi di Alexandre. Incredibilmente sono istocompatibili. Benjamin è salvo e può tornare a casa, con tutta la sua tribù, ed al suo lavoro di capro espiatorio.

## Edizioni
- Daniel Pennac, La prosivendola, traduzione di Yasmina Mélaouah, collana Universale Economica Feltrinelli, Feltrinelli, 2002,  p. 302, ISBN 88-07-81244-4.